# Floretă

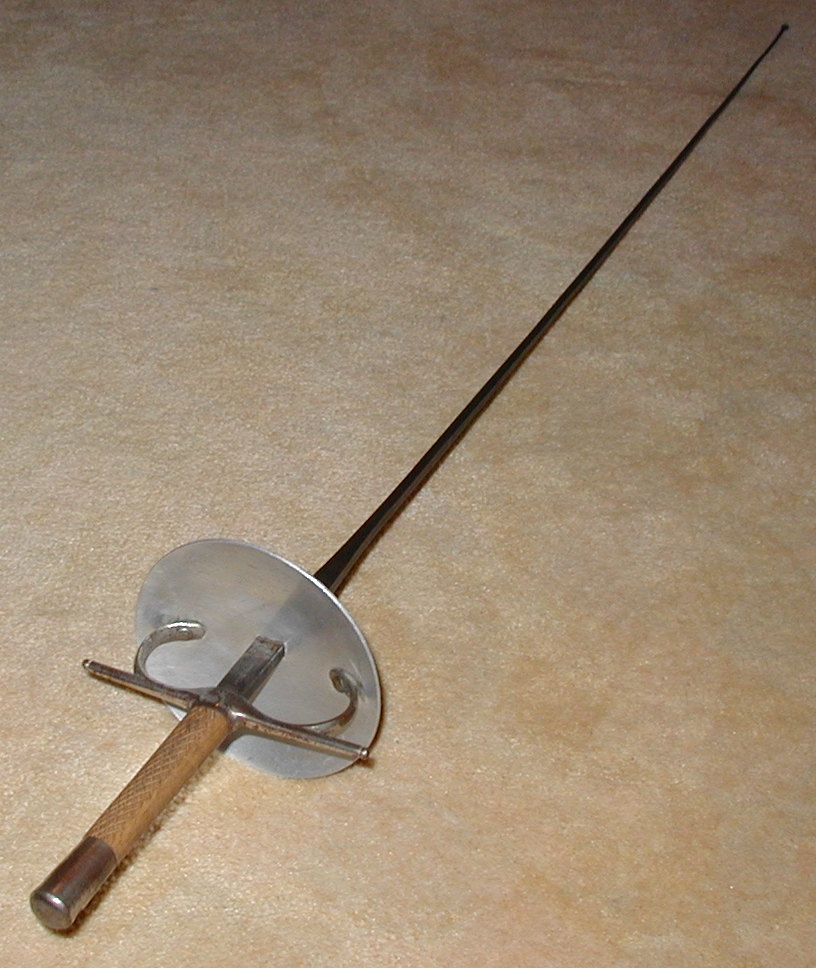
Floretă clasică, de tip italian

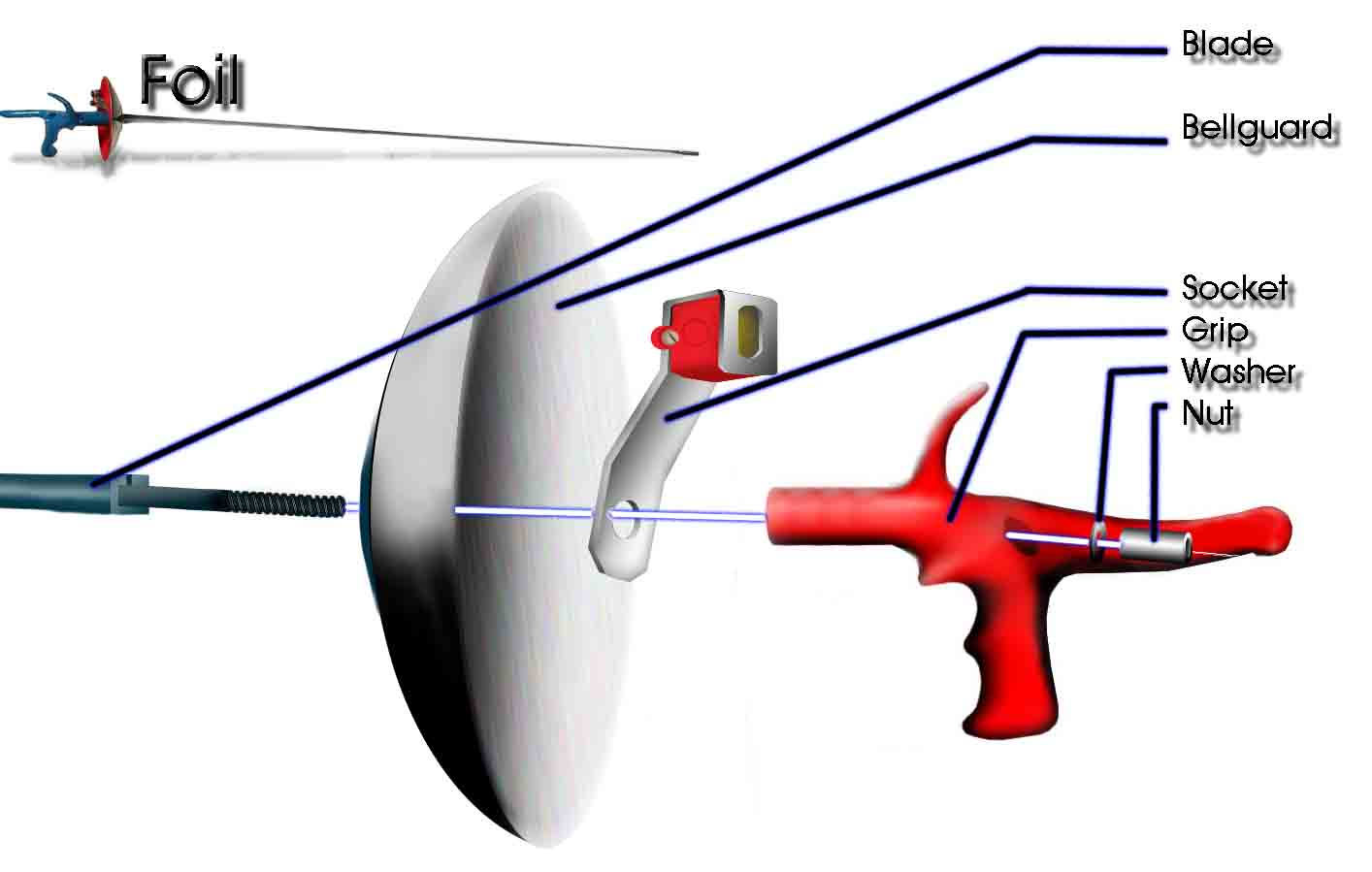
Floretă modernă, pentru competiţii sportive

Floreta este o armă albă cu mâner având o lamă lungă, îngustă și flexibilă, cu tăiș simplu sau dublu, cu trei sau patru muchii, eficientă în cazul înțepării dar și pentru aplicarea unor lovituri ușoare, neletale. Ca funcție, floreta se aseamănă cu pumnalul lung. 
În zilele noastre, floreta se folosește pentru un sport numit scrimă.

## Scurt istoric
Floreta provine din Italia secolului al XV-lea, țară în care arta scrimei (duelului) se bucură de apreciere deosebită. Ca și numeroase modele de spadă, floreta posedă un pat elaborat, pentru protejarea mâinii. Inițial modelul cel mai răspândit de pat este cel de cruce. Diferențe apar din punct de vedere al formei conferite de gardele de parare, drepte sau în formă de S care se răsucesc și pot forma un fel de toarte. Unele modele prezintă un coș tip grilaj ca apărătoare. Toate formele de mâner sunt menite să apere eficient împotriva armelor de înțepare și lovire ale adversarului, când acestea sunt parate cu lama. Astfel, lama adversarului alunecă pe propria lamă și este oprită de garda de protecție a mâinii. Aceste garde de parare apără mâna și împotriva loviturilor directe asupra mâinii însă nu sunt eficiente față de atacuri tip „înțepare” efectuate cu altă floretă. Împotriva acestui tip de atac apare ca o îmbunătățire a dispozitivului de protejare a mâinii garda tip „farfurie” la floretele secolului al XVII lea.
Floretele deosebit de lungi nu erau potrivite ca arme militare pentru călăreți sau luptători pedeștri. În a doua jumătate a secolului al XVII-lea apar forme de florete cu lama mai scurtă și mai lată, renunțându-se la gardele lungi sau toartele de parare, în favoarea celor rotunde care apăreau mărite, dublate la unele modele.
Ca însemn simbolic al statutului straturilor sociale privilegiate, floreta a luat definitiv locul spadei.